# Mistrovství světa v šermu 2012
Mistrovství světa v šermu za rok 2012 se konalo v Kyjevě na Ukrajině ve dnech 13. a 14. dubna v disciplínách, které nebyly součástí olympijských her 2012.

## Výsledky mužů
|                   | Zlato                                                                            | Stříbro                                                                         | Bronz                                                           |
| ----------------- | -------------------------------------------------------------------------------- | ------------------------------------------------------------------------------- | --------------------------------------------------------------- |
| Družstvo kordistů | Spojené státy americké (USA) Ben Bratton Seth Kelsey Cody Mattern Soren Thompson | Francie (FRA) Yannick Borel Gauthier Grumier Jean-Michel Lucenay Ulrich Robeiri | Maďarsko (HUN) Gábor Boczkó Géza Imre András Rédli Péter Somfai |

## Výsledky žen
|                    | Zlato                                                                                 | Stříbro                                                                         | Bronz |
| ------------------ | ------------------------------------------------------------------------------------- | ------------------------------------------------------------------------------- | --- |
| Družstvo šavlistek | Rusko (RUS) Jekatěrina Ďjačenková Dina Galiakbarovová Julija Gavrilovová Sofja Veliká | Ukrajina (UKR) Olha Charlanová Olena Chomrovová Halyna Pundyková Olha Žovnirová | Spojené státy americké (USA) Ibtihaj Muhammadová Daria Schneiderová Dagmara Wozniaková Mariel Zagunisová |

## Pořadí národů
|    | Země                         | Zlato | Stříbro | Bronz | Celkem |
| -- | ---------------------------- | ----- | ------- | ----- | ------ |
| 1. | Spojené státy americké (USA) | 1     | 0       | 1     | 2      |
| 2. | Rusko (RUS)                  | 1     | 0       | 0     | 1      |
| 3. | Francie (FRA)                | 0     | 1       | 0     | 1      |
| 3. | Ukrajina (UKR)               | 0     | 1       | 0     | 1      |
| 5. | Maďarsko (HUN)               | 0     | 0       | 1     | 1      |

## Česká reprezentace
- Kord mužů – Jakub Ambrož, Jiří Beran, Martin Čapek, Richard Pokorný

- Šavle žen – bez zastoupení